# Вільгельм Прен
Вільгельм Прен (нім. Wilhelm Prehn; 23 грудня 1914, Ланген-Ярхов — ?) — німецький офіцер-підводник, оберлейтенант-цур-зее крігсмаріне.

## Біографія
1 січня 1934 року вступив в рейхсмаріне. З 2 жовтня по 13 листопада 1937 року пройшов курс підводника в Нойштадті. 14 листопада 1937 року переданий в розпорядження 1-го дивізіону корабельних гармат на Балтійському морі, 15 грудня 1937 року — в кадровий резерв флотилії підводних човнів «Веддінген». В січні-липні 1940 року пройшов курс штурмана в Готенгафені, після чого був переданий в розпорядження навчального дивізіону підводних човнів в Плені, 1 вересня 1940 року — на будівництво підводного човна U-97. З 28 вересня 1940 року — старший штурман U-97. З червня 1943 по листопад 1944 року пройшов практику вахтового офіцера, з 2 листопада по 20 грудня 1944 року — курс командира човна. В січні 1945 року направлений на будівництво U-3034. З 31 березня по квітень 1945 року — командир U-3034. 8 травня 1945 року взятий в полон британськими військами.

## Звання
- Рекрут (1 січня 1934)
- Оберматрос (1 січня 1936)
- Боцмансмат (1 жовтня 1937)
- Оберштурман (1 січня 1941)
- Лейтенант-цур-зее (1 липня 1943)
- Оберлейтенант-цур-зее (1 липня 1944)

## Нагороди
- Медаль «За вислугу років у Вермахті» 4-го класу (4 роки)
- Нагрудний знак підводника (11 квітня 1941)
- Залізний хрест
  - 2-го класу (1 червня 1941)
  - 1-го класу (1942)
- Фронтова планка підводника в бронзі (1944)